# Eriogonum rotundifolium
Eriogonum rotundifolium är en slideväxtart som beskrevs av George Bentham. Eriogonum rotundifolium ingår i släktet Eriogonum och familjen slideväxter. Inga underarter finns listade i Catalogue of Life.